# Christian Synaeghel
Christian Synaeghel (født 28. januar 1951 i Leffrinckoucke, Frankrig) er en fransk tidligere fodboldspiller (midtbane).
Synaeghel spillede hele sin karriere i hjemlandet, hvor han repræsenterede Saint-Étienne og FC Metz. Han var op gennem 1970'erne en del af Saint-Étiennes succeshold, der vandt tre franske mesterskaber og tre Coupe de France-titler.
Synaeghel spillede desuden fem kampe for Frankrigs landshold. Hans første landskamp var et opgør mod Østtyskland 16. november 1974, hans sidste en VM-kvalifikationskamp mod Irland 30. marts 1977.

## Titler
Ligue 1
- 1974, 1975 og 1976 med Saint-Étienne

Coupe de France
- 1974, 1975 og 1977 med Saint-Étienne